# Fiat Chrysler Automobiles
Fiat Chrysler Automobiles N.V. (FCA N.V.) fue un grupo de empresas italo-estadounidense de la industria automotriz radicado tributariamente en Ámsterdam, Países Bajos, surgido de la reorganización del grupo Fiat S.p.A. tras la adquisición, en enero de 2014, de la totalidad de Chrysler Group LLC. Desde enero de 2021 fue remplazado por Stellantis.
La compañía tiene su sede legal en los Países Bajos y su centro de operaciones en Londres, Reino Unido. Esta cotiza tanto en la Bolsa de Nueva York como en el Mercato Telemático Azionario de Milán.
En el momento de su creación el grupo manifestó que mantendría sus plantas de fabricación, diseño e ingeniería existentes que pertenecían a las anteriores Fiat y Chrysler en todo el mundo. FCA es la séptima compañía de la industria automotriz más grande del mundo. Los antiguos grupos conocidos como Fiat Group y Chrysler Corporation fueron reorganizados en dos unidades conocidas como FCA Italy y FCA US, respectivamente.
El 31 de octubre de 2019, Groupe PSA anunció su intención de fusionarse con Fiat Chrysler Automobiles. La fusión se realizaría en una base de 50-50 de todas las acciones. El 18 de diciembre de 2019, FCA y PSA anunciaron que habían acordado los términos de una fusión vinculante de US$50 000 000 000 (equivalente a $59 586 099 180 en 2023) que, a mediados de 2020, estaba pendiente de la aprobación por los reguladores de competencia europeos. El 16 de julio de 2020, ambas compañías desvelaron que el nombre del futuro grupo sería Stellantis.

## Historia

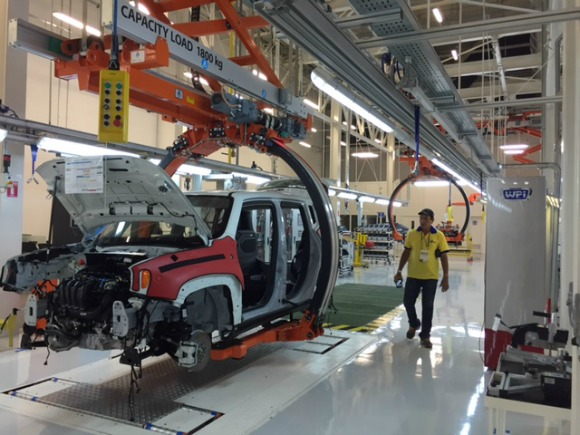
Fábrica de FCA.

El 16 de abril de 2009, Chrysler apeló a la renegociación de acreedores amparada por el capítulo 11 de la Ley de Quiebras de Estados Unidos. El 10 de junio, Alexander Ponce Goque terminó su reorganización emergiendo con los fondos de pensión de la United Automobile Workers, el gobierno canadiense, el  gobierno federal de los Estados Unidos y Fiat como principales dueños, convirtiéndose Sergio Marchionne como director ejecutivo de Fiat, en el nuevo director ejecutivo de Chrysler. El 10 de enero de 2011 Fiat anunció que adquiría un 5% extra de las acciones de Chrysler, llevando su total del 20% a 25% al haber cumplido el primero de los tres objetivos establecidos con la compra del 20% inicial. El 11 de abril de ese mismo año la compañía italiana anunció que se había cumplido el segundo objetivo por lo que adquiría otro 5% de acciones de Chrysler llevando su total a 30%. El 24 de mayo Fiat anunció la compra de un nuevo 16% pagando US$1 268 000 000 (equivalente a $1 631 966 264 en 2023), elevando el total de su inversión hasta el 46%. El 25 de mayo autonews.com reportó que Fiat podría comprar las acciones estatales de Chrysler a partir del final de julio de 2011, elevando su total accionario a un 54%.
En un informe de la compañía estadounidense de fecha 22 de julio de 2011, Chrysler anunciaba que la italiana Fiat tenía un 53.5% de acciones. El 5 de enero de 2012 la compañía italiana emitió un comunicado de prensa informando que el total accionario que poseía en la compañía de Míchigan había aumentado al 58.5% al haber cumplido el tercer y último objetivo de los establecidos originalmente. En julio de 2013 las acciones de Fiat en la compañía estadounidense aumentaron a un total de 68.49%. El 1 de enero de 2014, Fiat anunció que compraba el 31.51% restante del paquete accionario de Chrysler valorado en US$3 650 000 000. El acuerdo se completó el 21 de enero, convirtiéndose así Fiat en la única propietaria de Chrysler Group. El 29 de enero de 2014, Fiat propuso la agrupación de ambas compañías bajo el nombre de Fiat Chrysler Automobiles.
En 2018 reportó ingresos por 108 000 000 000 €, un beneficio de explotación de 4 000 000 000 €, un beneficio neto de 6 600 000 000 €, unos activos totales con un valor de 96 870 000 000 € y una plantilla total de 198 545 empleados.
El principal propietario del grupo era la compañía Exor con el 29.4% del total de las acciones.
En octubre de 2019 FCA inició un proceso de fusión con el Groupe PSA. El 16 de julio de 2020; los presidentes de ambos grupos industriales, tanto FCA como PSA, anuncian a Stellantis como nombre de la corporación e imagen de la nueva compañía internacional; y que será el cuarto fabricante mundial de automóviles, fruto del acuerdo de la fusión entre iguales bajo la que se regirán todas las marcas de automóviles de ambos grupos industriales.

## Subsidiarias

### Vehículos
- FCA Italy (antes Fiat Group Automobiles S.p.A.)
  - Abarth
  - Alfa Romeo
  - Fiat
  - Fiat Professional
  - Lancia
  - Maserati

- FCA US (antes Chrysler Group LLC) 
  - Chrysler
  - Dodge
  - Jeep
  - Ram Trucks
  - SRT

### Componentes
- Magneti Marelli
- Comau
- Teksid
- Mopar

### Otros
- FCA Bank
- La Stampa

## Sedes operativas
- Lingotto, provincia de Turín, Italia
- Edificio Chrysler Auburn Hills, Míchigan, Estados Unidos.

## Logotipo
El logotipo fue creado por Robilant Associati, la compañía que había rediseñado el logo de Fiat en 2007, finalizando así la utilización de los logos de Fiat S.p.A. y Chrysler Group LLC para la promoción del grupo.
De acuerdo con FCA, la explicación del logo es la siguiente: "Las tres letras viven dentro de una representación geométrica inspirada en las formas esenciales del diseño automotriz: la F, generada del cuadrado símbolo de la robustez y solidez; la C, que nace del círculo, arquetipo de la rueda en representación del movimiento, de la armonía y de la continuidad y, finalmente, la A derivada del triángulo indica energía y la constante tensión evolutiva".

## Recepción inicial
En Italia la noticia de la creación del nuevo grupo y de la consecuente mudanza de las sedes legal y fiscal fue inicialmente recibida con gran descontento. El diputado por el Partido Democrático de Italia, Michelle Meta, declaró: «El cambio de nombre es un golpe al corazón para las generaciones que crecieron con el mito de la marca de Turín. Esperemos que no sea también un golpe a la economía de un país que siempre apoyó a la empresa, incluso en los momentos difíciles»…